# Tronador
De Tronador is een 3.491 meter hoge dode stratovulkaan op de grens van Argentinië en Chili. Op de flanken van de vulkaan bevinden zich acht gletsjers. De berg is 3.491 hoog en steekt uit boven de bergen in de omgeving. In Argentinië ligt de vulkaan in het Nationaal park Nahuel Huapi en in Chili in het Nationaal park Vicente Pérez Rosales. 
De naam Tronador (Spaans voor donderdaar) is ontleend aan het donderende geluid van vallende brokken ijs die van de gletsjers afbraken. 